# Vicovu de Sus
Vicovu de Sus (rumænsk udtale: [ˌvikovu de ˈsus]; tysk: Ober Wikow) er en by i den nordlige del af distriktet Suceava, på grænsen til Ukraine. Den ligger i den historiske region Bukovina i dalen til floden Suceava, på den nordlige side af bjergkæden Obcina Mare. Distriktetss hovedstad Suceava ligger ca. 55 km mod sydøst. Byen, der har  15.143 (2021) indbyggere, administrerer en landsby, Bivolărie.

## Historie
Byen blev første gang dokumenteret i 1436 under navnet Jicovu de Sus
Den blev købt af Ștefan cel Mare til Putna-klosteret i år 1466. Lokaliteten, der tidligere var en kommune, fik bystatus i 2004.